# Prétailleuse

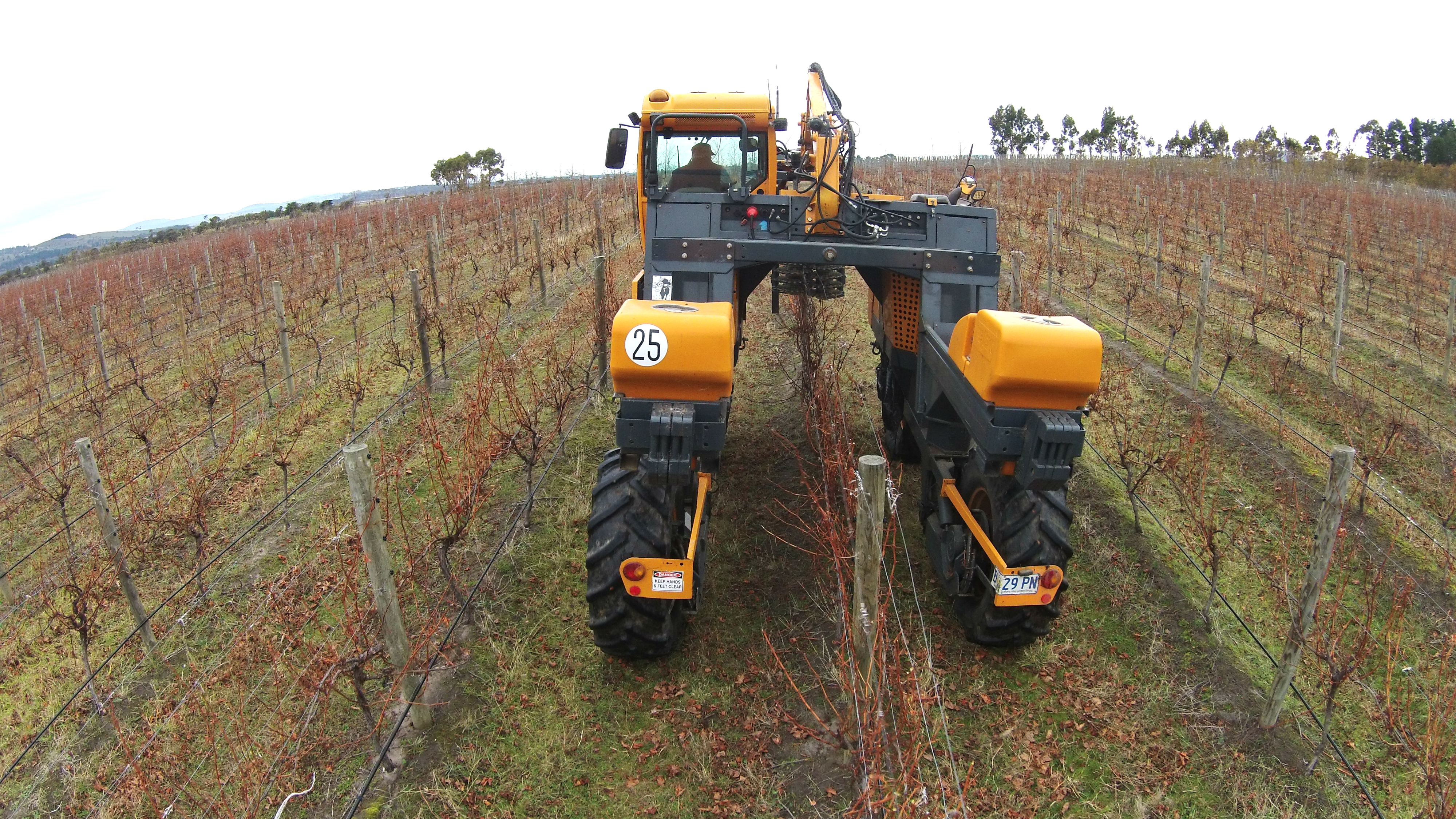
Prétailleuse auto-portée sur enjambeur.

La prétailleuse est une machine agricole portée par un tracteur destinée à la prétaille de la vigne.

## Mode opératoire

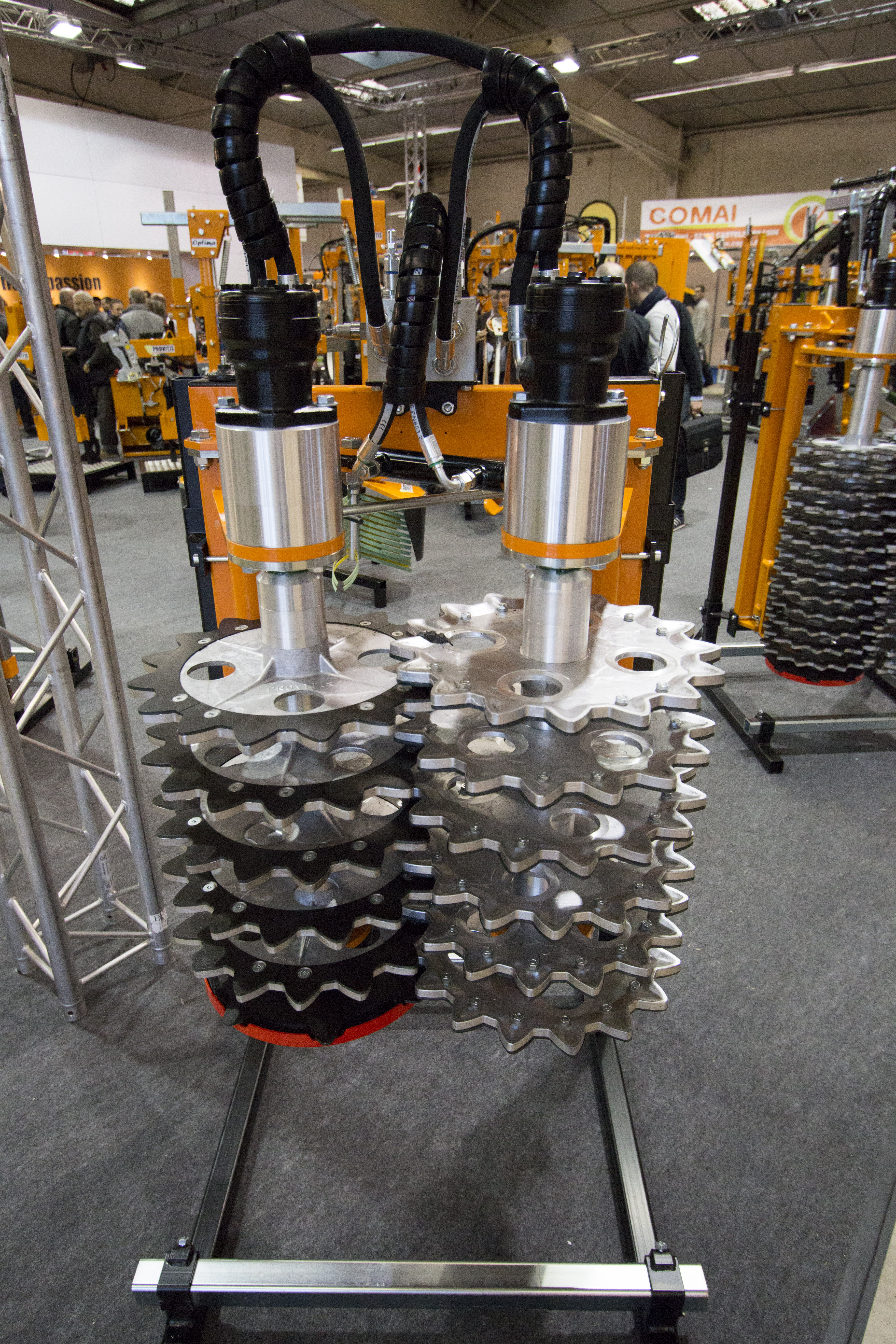
Prétailleuse « 1 rang » exposée au SITEVI, 2017.

### Principe
La prétailleuse est utilisée pour tailler assez court les sarments afin de faciliter et accélérer la taille manuelle de la vigne (plus besoin d'avoir à tirer les bois de taille entortillés dans les fils).
La machine est constituée de lames circulaires horizontales. Elles découpent le haut des sarments en particulier au niveau des fils de fer du palissage. Généralement, un dispositif optique permet d'effacer les lames au niveau des piquets de soutien.  

### L'appareil
Cet appareil est constitué d'un cadre métallique sur lequel sont fixées les lames horizontales. Il est attelé sur l'attelage trois-points du tracteur, en position arrière ou pour les tracteurs équipés, en position avant. Ce dernier dispositif permet de surveiller le travail en permanence. 
Les lames sont animées par une centrale hydraulique, pouvant être indépendante ou entraînée par la prise de force du tracteur.
Il existe des modèles pour travailler sur un ou deux rangs à la fois.

## Précaution d'emploi
Cet outil n'est pas adapté aux tailles longues comme le Guyot. En effet, les bois sont raccourcis et ne permettent pas de sélectionner une longue baguette. 

## Sources